# Hoshaná Rabá

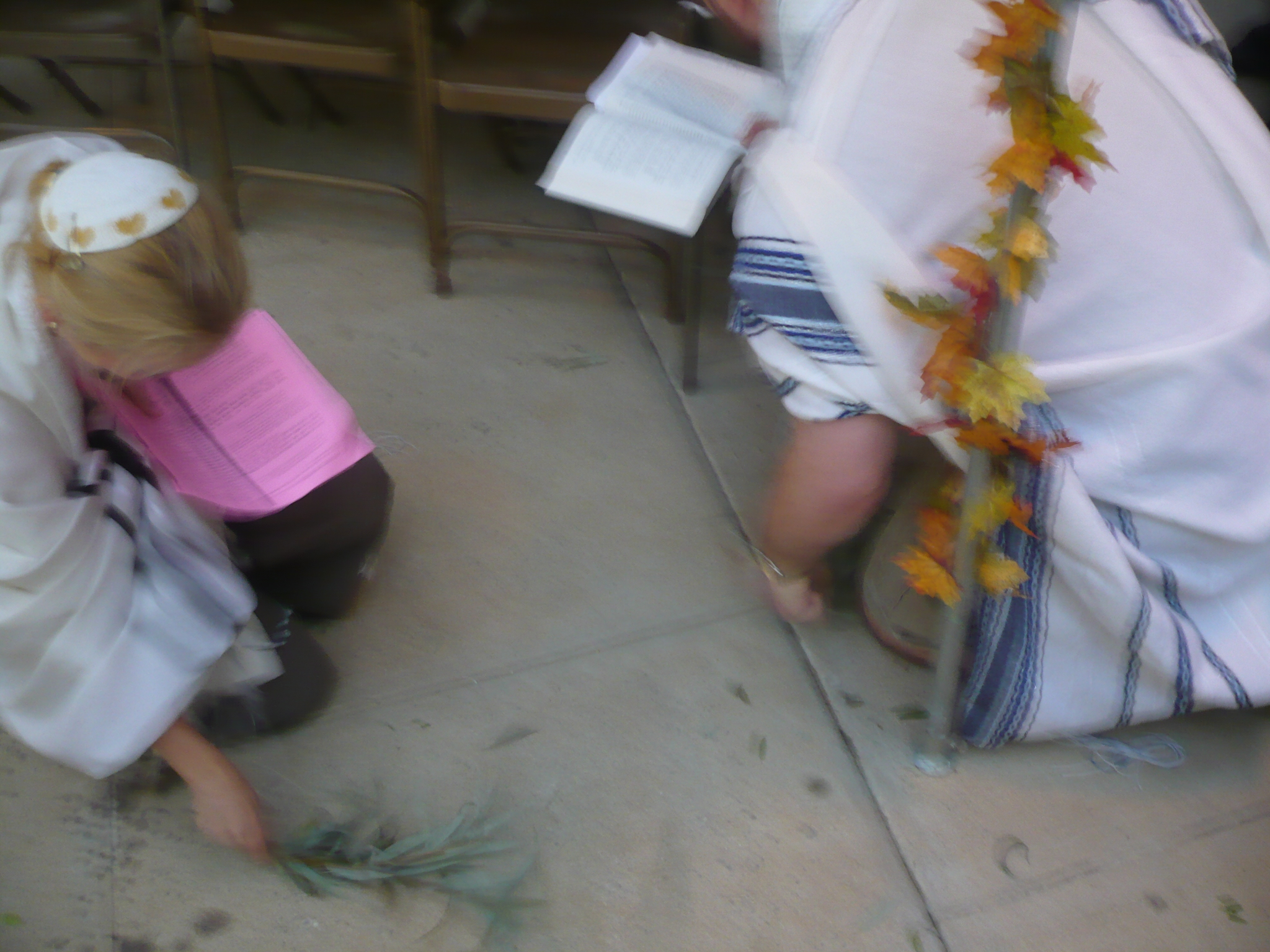
Estudiantes judíos con ramas de sauce.

Hoshaná Rabá (en hebreo: הושענא רבה) es el último día de la festividad judía de Sucot. Según la tradición judía, los ángeles entregan a Dios el juicio sellado en el día de Yom Kipur para su ejecución en el día de Hoshaná Rabá. Es por ello por lo que la noche anterior a este día se acostumbra a permanecer despierto y a recitar una selección de capítulos de la Torá, el Talmud y el Zohar. De esta manera, si Dios ve que el sentenciado se dedica al estudio y a la oración, se apiadará de él.